# 700년대
700년대는 700년부터 709년까지를 가리킨다.